# Pathways into Darkness
Pathways into Darkness är en uppföljare till Minotaur fast istället för att nöja sig med två dimensioner gjorde man spelet till ett 3D-spel som skilde sig från de flesta konkurrenterna genom att innehålla en lite tyngre story än vad som var vanligt.